# Contrafagotconcert (Aho)
Het contrafagotconcert (2004-2005) van de Finse componist Kalevi Aho is bijna uniek in zijn soort; er zijn weinig concerten specifiek voor dat instrument geschreven.

## Geschiedenis
De contrafagot komt binnen het orkestrepertoire al weinig voor, laat staan dat er concerti voor zijn geschreven. Het instrument is nog volop in ontwikkeling om tot steeds meer mogelijkheden en betere geluidskwaliteit te komen. Het eerste concert voor dit instrument dateert van 1979 van Gunther Schuller. Dat van Aho is het tweede. Aho componeert wel vaker voor zeldzaam gebruikte solo-instrumenten, maar heeft eigenlijk voor alle instrumenten al een solowerk geschreven.
Het idee kwam naar voren toen in de Verenigde Staten het National Symphony Orchestra een aantal uitvoeringen verzorgde van de 9e symfonie van Aho. Deze symfonie is tegelijkertijd een concert voor trombone en orkest. De (contra-)fagottist van het orkest was zo onder de indruk, dat hij de componist een privé-opdracht gaf tot het componeren van een concert voor zijn instrument. Dat valt natuurlijk niet mee, want de kennis over de contrafagot is net zo beperkt als zijn gebruik in de muziek. De componist heeft daarom diverse keren contact gehad met de bedoelde solist, maar ook met fagottisten in eigen land.

## Instrument

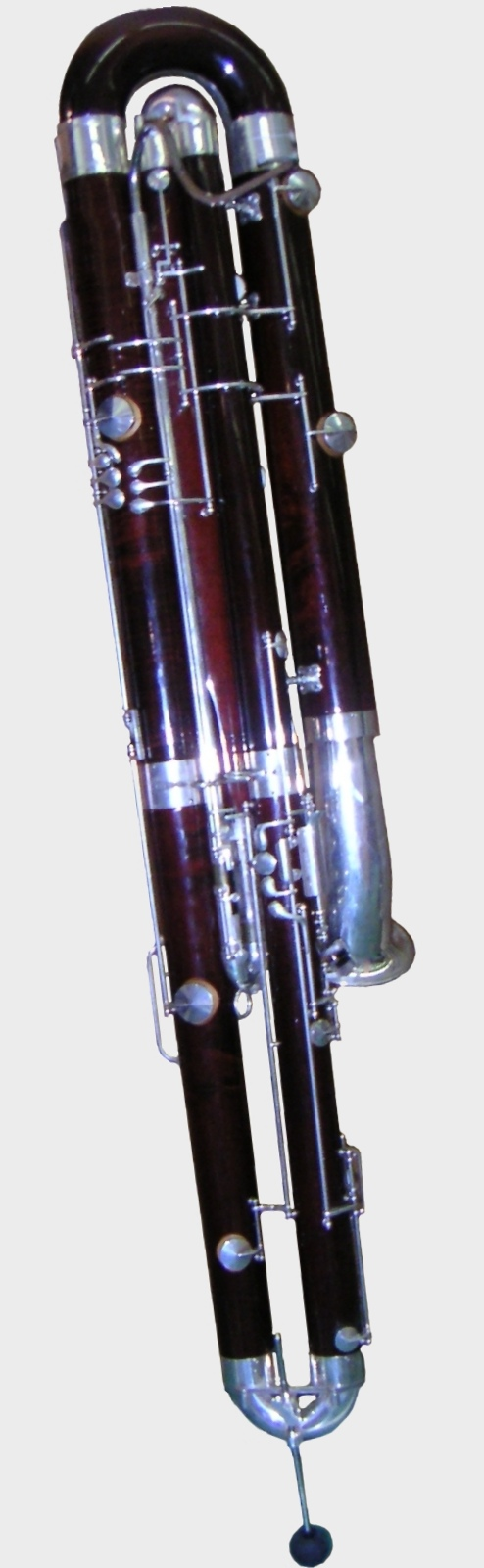
De contrafagot.

De contrafagot staat binnen het orkestrepertoire vooral bekend vanwege zijn ondersteunende lage klanken in het basregister en af en toe als een echte mopperaar. Door technische ontwikkelingen wordt het bereik steeds verder uitgerekt; de technische mogelijkheden worden uitgebreid. Dit heeft ervoor gezorgd dat de mogelijkheden van gebruik van het instrument enorm zijn toegenomen.

## Compositie
Het concert bestaat uit 3 delen en neemt iets meer dan een half uur in beslag:
1. Mesto;
2. Presto;
3. Misterioso.

- deel (1): de compositie begint met een lange solo voor het instrument, door de lange lage tonenreeks lijkt het erop dat het instrument op gang moet komen; het is het lyrische deel;
- deel (2) bevat zelfs een cadenza; hierbij wordt de “mopperkwaliteiten” van het instrument benut; door staccato toe te passen klinkt het instrument hier bijna als percussie; de overige blaasinstrumenten hebben hier allemaal ook bijna-solopassages;
- deel (3) gaat weer terug naar deel (1); het werk sluit af met een algemeen decrescendo.

Voor een optimale uitvoering is een reeks aan fagotzaken nodig:
- niet alle fagotfabrikanten hebben de laatste technische mogelijkheden; het concert is geschreven met een Fox/Fast Systeem fagot voor ogen;
- tijdens de uitvoeringen worden twee soorten “S”en (verbindingstuk riet>>fagot) gebruikt; iedere S heeft een specifieke luchtweerstand en kromming, dus toonvorming;
- hetzelfde geldt voor het riet; het ene riet is beter geschikt voor technische gedeelten; een ander voor dragende muziek; er worden twee verschillende rieten gebruikt.

De première van het werk werd gegeven op 23 februari 2006 in Bergen, door het Bergen Filharmonisch Orkest onder leiding van Andrew Litton; solist was de opdrachtgever  Lewis Lipnick. 

## Bron en discografie
- Uitgave Bis Records, zie de verzorgers van de première; het is een opname van het concert.